# كاسبار بارثولين الأكبر
كاسبار بارثولين الأكبر ( 12 فبراير 1585 - 13 يوليو 1629) كان طبيباً وعالماً ولاهوتياً دنماركياً.

## سيرته الذاتيه
ولد كاسبار بيرتيلسن بارثولين في مالمو، الدنمارك (السويد الحديثة). كانت طفولته غير عادية؛ في سن الثالثة كان قادرا على القراءة، وفي سنته الثالثة عشرة قام بتأليف خطب يونانية ولاتينية وألقىها علنا. عندما كان في الثامنة عشرة من عمره تقريبا، ذهب إلى جامعة كوبنهاغن ودرس بعد ذلك في روستوك وفيتنبرغ.
ثم سافر عبر ألمانيا وهولندا وإنجلترا وفرنسا وإيطاليا، واستقبل باحترام ملحوظ في الجامعات المختلفة التي زارها. في عام 1613، تم اختياره أستاذا للطب في جامعة كوبنهاغن وشغل هذا المنصب لمدة أحد عشر عاما، عندما وقع في مرض خطير، تعهد بأنه إذا تعافى فإنه سيطبق نفسه فقط على دراسة اللاهوت. قام لاحقا بتدريس اللاهوت في الجامعة تخصص شريعة روسكيلد.
كان عمله "معهد أناتوميكا كوربوريس الانساني" (1611) لسنوات عديدة كتابًا دراسيًا قياسيًا في موضوع علم التشريح.  كان أول من وصف طريقة عمل العصب الشمي.

## حياته الشخصية
كان متزوجا من آنا فينك، ابنة عالم الرياضيات توماس فينك. من بين أبنائه، كان بيرتل بارثولين (1614-1690) وتوماس بارثولين (1616-1680) وراسموس بارثولين (1625-1698) علماء مشهورين أيضا. كان حفيده كاسبار بارثولين الأصغر (1655-1738) عالم تشريح مشهور. توفي في 13 يوليو 1629 في سوورو في زيلاند.

## أعماله
- معهد أناتوميكا كوربوريس الانساني
- علم التنجيم (باللاتيني). فيتنبرغ: بيشتولدوس رابين. 1612.